# Sybra longipes
Sybra longipes är en skalbaggsart som beskrevs av Stefan von Breuning och De Jong 1941. Sybra longipes ingår i släktet Sybra och familjen långhorningar. Inga underarter finns listade i Catalogue of Life.